# Вейн Тауншип (округ Клінтон, Пенсільванія)
Вейн Тауншип (англ. Wayne Township) — селище (англ. township) в США, в окрузі Клінтон штату Пенсільванія. Населення — 1451 особа (2020).

## Демографія
Згідно з переписом 2010 року, у селищі мешкало 1666 осіб у 550 домогосподарствах у складі 393 родин. Було 582 помешкання
Расовий склад населення:
| - 88,3 % — білих - 7,1 % — чорних або афроамериканців - 0,4 % — азіатів - 0,3 % — корінних американців - 0,2 % — вихідців з тихоокеанських островів - 3,2 % — осіб інших рас |

До двох чи більше рас належало 0,4 %. Частка іспаномовних становила 3,8 % від усіх жителів.
За віковим діапазоном населення розподілялося таким чином: 16,9 % — особи молодші 18 років, 67,7 % — особи у віці 18—64 років, 15,4 % — особи у віці 65 років та старші. Медіана віку мешканця становила 41,6 року. На 100 осіб жіночої статі у селищі припадало 136,3 чоловіків;  на 100 жінок у віці від 18 років та старших — 143,8 чоловіків також старших 18 років.
Середній дохід на одне домашнє господарство  становив 61 060 доларів США (медіана — 42 159), а середній дохід на одну сім'ю — 72 482 долари (медіана — 62 083). Медіана доходів становила 50 750 доларів для чоловіків та 25 774 долари для жінок. За межею бідності перебувало 6,4 % осіб, у тому числі 12,5 % дітей у віці до 18 років та 3,5 % осіб у віці 65 років та старших.
Цивільне працевлаштоване населення становило 522 особи. Основні галузі зайнятості: виробництво — 22,8 %, освіта, охорона здоров'я та соціальна допомога — 22,8 %, роздрібна торгівля — 11,9 %, науковці, спеціалісти, менеджери — 9,0 %.